# Quartieri alti
Quartieri alti è un film del 1945 diretto da Mario Soldati.

## Trama
Giorgio, un giovane senza scrupoli mantenuto da una attempata ereditiera al Grand Hotel di Via Veneto, s'innamora di una studentessa. Per conquistarla mette in scena un passato borghese, le dà appuntamento in una villa e ingaggia due attori che devono fingere di essere i suoi genitori. Quando egli arriva, in ritardo, all'appuntamento, la ragazza ha ormai scoperto l'inganno e si congeda da lui, pur considerando che la messa in scena era dettata dal desiderio di farsi una famiglia semplice e rispettabile. Quando viene messo in condizione di dover scegliere, Giorgio opta per un futuro con la ragazza.

## Produzione
Le riprese del film ebbero uno svolgimento difficile. Iniziate nel luglio 1943, vennero interrotte dopo appena due settimane a causa della caduta del fascismo e furono riprese nel giugno 1944 dopo la liberazione di Roma. Dopo la liberazione, rimaneva da girare un ultimo rullo e da completare montaggio ed edizione. Il film quindi, pur raccontando una storia mondana e d'anteguerra, vide la luce soltanto nel luglio 1945.